# Сеце
Сѐце (на италиански: Sezze) е град и община в Централна Италия, провинция Латина, регион Лацио. Разположен е на 320 m надморска височина. Населението на общината е 24 790 души (към 2010 г.).